# Моринга масляниста
Моринга олійна, або масляниста (Moringa oleifera) — багаторічна рослина родини морингові. Місцеві назви — Дерево очищення, Дерево барабанних паличок, Найкращий друг матері (завдяки здатності посилювати родову діяльність).

## Опис
Листяне дерево заввишки 10-12 м, в культурі задля полегшення збирання плодів часто роблять обрізку на висоті 1-2 м. Товщина стовбуру може досягати 45 см. Кора білувато-сірого кольору, з товстим шаром корку. Молоді пагони мають червоний або зеленкуватий відтінок, повстисті. Крона дерева розлога, складається з тонких, поникаючих гілок. Листя — пірчасте, яскраво-зелене.
Моринга олійна є одним з найшвидкозростаючих дерев: вона може досягти 3 м заввишки за 10 місяців, а цвітіння настає вже через півроку після посадки. В субтропічних районах рослина квітне раз на рік, з квітня по червень. У районах, де нема значних коливань температури, квітне двічі на рік або цілий рік. Плід — висяча, тристороння капсула 20-45 см завдовжки. Вона містить коричневе, жирне насіння з крильцями, за допомогою яких воно розноситься вітром та водою. Також практикується вегетативне розмноження живцями.

## Поширення
Росте в субтропічному і тропічному кліматі на різних континентах. Походить з передгір'я Південних Гімалаїв, а зараз культивується в тропічній Азії та Африці, Мексиці, Індії, Центральній і Південній Америці.

## Застосування
Моринга олійна є найрозповсюдженішим видом роду. Дерева дають густу тінь, захищають від вітру і служать опорою для слабких рослин. Використовують всі частини рослини. 

### Листя
Листя моринги їстівне і може бути застосоване як альтернативне джерело поживних речовин у регіонах з дефіцитом продовольства. Воно містить білки, вітаміни А, В, С, К, марганець. В одній жмені листя міститься десять добових норм вітаміну А. Зазвичай його варять на кшталт шпинату або сушать і додають до супів та соусів.
З листя виготовляють папір, також воно використовуються у народній медицині як засіб проти шлунково-кишкових інфекцій.

### Коріння
Коріння багате на поліфенольні сполуки, у ньому міститься антибіотик, який, за оцінками університету Сан Карлос в Гватемалі, може зрівнятися по дії з препаратами проти шкірних інфекцій. Подрібнене коріння використовують як гостру приправу.

### Суцвіття
Мед з квітів моринги має чудовий аромат. Настій суцвіть добре допомагає від застуди. Дослідження, що публікувалися в останні роки в американському журналі з фітотерапії та садівничої науки (Journal of Phytotherapy Research and Hortiscience) довели, що моринга знижує рівень цукру в крові, знімає запалення, лікує виразку шлунка і діє заспокійливо на нервову систему. У Західній Африці лікарі успішно використовують морингу для лікування діабету. 

### Насіння
Найціннішим є насіння, з якого добувають поживну та цілющу морингову олію. Вона дуже довго не псується і застосовується: 
- в косметології як основа парфумів і засіб для лікування волосся;
- в технічній сфері для змащення тонкої механіки;
- в кулінарії — для приготування страв.

Насіння моринги можна вживати в їжу смаженим, як арахіс. Макуха, що залишається після вичавлювання олії, є чудовим добривом.
Новітні дослідження, проведені Бритіш Оуверсіз Девелопмент Ейдженсі на замовлення ЄС, показали, що добре подрібнене насіння моринги має властивість поглинати і деактивувати бактерії і віруси з забрудненої води [Архівовано 14 червня 2015 у Wayback Machine.]. Це відкриття спонукало до розробки революційно нового методу очищення води, що використовується у регіонах з забрудненими річками.